# Davor Ćavar
Davor Ćavar (* 7. Dezember 1995 in Zagreb) ist ein kroatischer Handballspieler.

## Karriere

### Verein
Davor Ćavar lernte das Handballspielen beim RK Zagreb. In der Saison 2015/16 gab der 1,87 m große Linksaußen sein Debüt in der kroatischen Premijer Liga beim RK Medveščak Zagreb. Von 2016 bis 2020 lief er für den Ligarivalen HRK Gorica auf. Seit 2020 steht er wieder beim RK Zagreb unter Vertrag. Mit den Hauptstädtern gewann er 2021 bis 2025 Meisterschaft und Pokal.

### Nationalmannschaft
Mit der kroatischen Nationalmannschaft belegte Ćavar bei der Europameisterschaft 2022 den 8. Platz, dabei wurde er während des Turniers nachnominiert und blieb bei zwei Spielen ohne Spielzeit.
Bisher bestritt er vier Länderspiele, in denen er sechs Tore erzielte.